# Acrotocepheus lienhardi
Acrotocepheus lienhardi är en kvalsterart som beskrevs av Sandór Mahunka 1989. Acrotocepheus lienhardi ingår i släktet Acrotocepheus och familjen Otocepheidae. Inga underarter finns listade i Catalogue of Life.